# Beau Willimon
Pack Beauregard (Beau) Willimon (Alexandria, 26 oktober 1977) is een Amerikaans scenarioschrijver en producent. Hij is de bedenker van de Netflix-serie House of Cards (2013–2018).

## Biografie
Beau Willimon werd in 1977 geboren in Alexandria (Virginia) als de zoon van Nancy en Henry Pack Willimon. Zijn vader was een kapitein in de United States Navy. Daardoor verhuisde hij tijdens zijn jeugd regelmatig met zijn familie. Hij woonde in Hawaï, San Francisco en Philadelphia. Toen zijn vader uiteindelijk besloot om als advocaat aan de slag te gaan, vestigde de familie zich in Saint Louis (Missouri).

### Studies en politieke campagnes
Willimon studeerde in Missouri aan John Burroughs School, waar hij acteerles kreeg van Jon Hamm en in 1995 zijn diploma behaalde. In 1999 behaalde hij aan Columbia University een bachelor in de richting beeldende kunsten.
In 1998 begon hij als vrijwilliger en stagiair te werken voor de senaatscampagne van de Democratische politicus Chuck Schumer. In 2000 werkte hij mee aan de senaatscampagne van Hillary Clinton en de presidentscampagne van Bill Bradley. Vier jaar later werkte Willimon ook mee aan de presidentscampagne van Howard Dean.
Nadien liep hij in Tallinn stage bij het ministerie van Binnenlandse Zaken van Estland en verhuisde hij naar Vietnam, waar hij voor een klein cultureel magazine schreef. Tijdens zijn verblijf in het land besloot hij een script te schrijven over Tomas Vu, een professor van Columbia University die in Vietnam was opgegroeid tijdens de oorlog. Willimon woonde ook een jaar in Zuid-Afrika.
Nadien keerde hij terug naar New York, waar hij zich aansloot bij de School of the Arts van Columbia University. Hij kreeg er les van toneelschrijver Eduardo Machado. In 2003 behaalde hij een master (MFA), waarna hij zich aansloot bij Juilliard School om er een opleiding als toneelschrijver te volgen.

## Carrière
Tijdens zijn studies aan Juilliard School schreef Willimon het politiek toneelstuk Farragut North. Het stuk was geïnspireerd door de presidentscampagne van Howard Dean waaraan hij in 2004 had meegewerkt. Het stuk werd in 2011 door George Clooney verfilmd onder de titel The Ides of March. De film leverde Willimon een Oscarnominatie op in de categorie voor beste aangepaste scenario.
In 2012 ontwikkelde Willimon voor streamingdienst Netflix de serie House of Cards, een Amerikaanse adaptatie van de gelijknamige Britse miniserie uit 1990. De pilot van de reeks werd geregisseerd door David Fincher.

## Filmografie

### Film
| Jaar | Titel               | Scenarist | Producent |
| ---- | ------------------- | --------- | --------- |
| 2011 | The Ides of March   |           |           |
| 2013 | A Master Builder    |           |           |
| 2018 | Mary Queen of Scots |           |           |

### Televisie
| Jaar      | Titel          | Scenarist | Producent |
| --------- | -------------- | --------- | --------- |
| 2013–2018 | House of Cards |           |           |
| 2018      | The First      |           |           |
| 2022-2025 | Andor          |           |           |